# Angelika Perdelwitz
Angelika Perdelwitz (* 29. Mai 1954 in Erfurt) ist eine deutsche Schauspielerin.

## Leben
Perdelwitz absolvierte ihre Schauspielausbildung an der Hochschule für Schauspielkunst „Ernst Busch“ Berlin. Danach hatte sie Engagements an den Bühnen der Stadt Magdeburg, dem Berliner Ensemble und dem Theater 89. Für drei Jahre spielte sie in Boston und in New York bei der Boston Shakespeare Company.
Dem Fernsehpublikum wurde sie bekannt durch Rollen im Fernsehtheater Moritzburg. Sie spielte Hauptrollen in TV-Serien wie Kurklinik Rosenau und Flugstaffel Meinecke und übernahm weitere Rollen in Serien: Liebling Kreuzberg, Wolffs Revier, Helicops, Alphateam, Polizeiruf 110.
Angelika Perdelwitz ist die Schwester von Heidrun Perdelwitz und die Tante von deren Tochter Wanda Perdelwitz, beide ebenfalls Schauspielerinnen.

## Filmografie
- 1974: Liebe mit 16
- 1977: Die berühmte Komödie vom Galan Castrucho (Fernsehtheater Moritzburg)
- 1980: Zweimal reingelegt (Fernsehtheater Moritzburg)
- 1980: Mutter darf nicht heiraten (Fernsehtheater Moritzburg)
- 1982: Ungleiche Rivalen (Fernsehtheater Moritzburg)
- 1982: Das Fahrrad
- 1986: Der Staatsanwalt hat das Wort: Ein feiner Dreh (Fernsehreihe)
- 1986: Polizeiruf 110: Parkplatz der Liebe
- 1986: Polizeiruf 110: Kein Tag ist wie der andere
- 1987: Stielke, Heinz, fünfzehn…
- 1987: Mensch Hermann (Fernsehserie, 6 Folgen)
- 1987: Kiezgeschichten (Fernsehserie, 2 Folgen)
- 1987: Der Staatsanwalt hat das Wort: Ich werde dich nie verraten
- 1987: Polizeiruf 110: Zwei Schwestern
- 1988: Der Staatsanwalt hat das Wort: Da mach’ ich nicht mit
- 1988: Polizeiruf 110: Flüssige Waffe
- 1989: Die gläserne Fackel (Miniserie, 2 Folgen)
- 1989: Polizeiruf 110: Gestohlenes Glück
- 1990: Rückwärtslaufen kann ich auch
- 1990: Flugstaffel Meinecke (Fernsehserie, 4 Folgen)
- 1990: Schauspielereien (Fernsehserie, 1 Folge)
- 1990: Polizeiruf 110: Falscher Jasmin
- 1994: Ihre Exzellenz, die Botschafterin (Fernsehserie, 1 Folge)
- 1995: Praxis Bülowbogen (Fernsehserie, 1 Folge)
- 1995: A.S. – Gefahr ist sein Geschäft (Fernsehserie, 1 Folge)
- 1995: Polizeiruf 110: Bruder Lustig
- 1996: Tatort: Wer nicht schweigt, muß sterben
- 1996: King of Evergreen (Fernsehfilm)
- 1996: Hallo, Onkel Doc! (Fernsehserie, 1 Folge)
- 1996: Alle zusammen – jeder für sich (Fernsehserie)
- 1996: Für alle Fälle Stefanie (Fernsehserie, 1 Folge)
- 1996–1997: Kurklinik Rosenau (Fernsehserie)
- 1997: Attenti a quei tre (Fernsehserie, 1 Folge)
- 1997: Große Freiheit (Fernsehserie, 1 Folge)
- 1998, 2000: Wolffs Revier (Fernsehserie, 2 Folgen)
- 1999: Unser Lehrer Doktor Specht (Fernsehserie, 1 Folge)
- 2000: Liebe, Tod und viele Kalorien (Fernsehfilm)
- 2002: Die Rettungsflieger (Fernsehserie, 1 Folge)
- 2002: Alphateam – Die Lebensretter im OP (Fernsehserie, Folgen 7x21, 7x23)
- 2002: Blond: Eva Blond! (Fernsehserie, 1 Folge)
- 2003: Sternzeichen
- 2003: NeuFundLand
- 2003: Wunschkinder und andere Zufälle
- 2006: Zwei Millionen suchen einen Vater (Fernsehfilm)
- 2010: Das rote Zimmer

## Theater
- 1982: Jürgen Hart: Wo treue Liebe waltet – Regie: Christoph Brück (Berliner Ensemble – Probebühne)
- 1983: Bertolt Brecht: Die Tage der Commune – Regie: Carlos Medina (Berliner Ensemble)
- 1986: Carl Zuckmayer: Der Hauptmann von Köpenick (Bürgermeistersgattin) – Regie: Christoph Brück (Berliner Ensemble)

## Hörspiele
- 1984: Charles Perrault: Riquet und Mirabelle (Freundin, am Hof Prinzessin Mirabelles) – Regie: Karin Lorenz (Kinderhörspiel – Litera)
- 1988: Joachim Goll: Geschenkt ist geschenkt (Marlies) – Regie: Werner Grunow (Hörspiel – Rundfunk der DDR)